# Haurvig Sogn
Haurvig Sogn i Holmsland Klit Sogn) er et sogn i Ringkøbing Provsti (Ribe Stift).
I 1869 blev Lyngvig Kirke og Haurvig Kirke indviet som kapeller. Lyngvig og Haurvig blev kirkedistrikter i Ny Sogn, der hørte til Hind Herred i Ringkøbing Amt. I 1922 blev de to kirkedistrikter udskilt fra Ny Sogn og samlet i Holmsland Klit Sogn.
Holmsland Klit sognekommune inkl. kirkedistrikterne blev ved kommunalreformen i 1970 indlemmet i Holmsland Kommune, der ved strukturreformen i 2007 indgik i Ringkøbing-Skjern Kommune.
Da kirkedistrikterne blev nedlagt 1. oktober 2010, blev Haurvig Kirkedistrikt udskilt som det selvstændige Haurvig Sogn.

## Eksterne kilder/kildhenvisninger
- Fil med information om sogne og kommuner
- Autoriserede stednavne i Danmark

55°56′N 8°10′Ø / 55.94°N 8.17°Ø